# دافيد لازارو
دافيد لازارو ألونسو (بالإسبانية: David Lázaro Alonso)‏ (ولد في 1 يونيو 1985 في كابانياس، نافار) هو لاعب كرة قدم إسباني، يلعب لنادي ديبورتيفو ألافيس في مركز خط الوسط الدفاعي.

## وصلات خارجية
- دافيد لازارو على موقع قاعدة بيانات كرة القدم.إي يو (الإنجليزية)
- دافيد لازارو على موقع Soccerway.com (الإنجليزية)

- BDFutbol profile
- Futbolme profile (بالإسبانية)